# Theodor Michaltscheff
Theodor Michaltscheff (übliche deutsche Schreibweise; bulgarisch: Теодор Михалчев, korrekte Transkription Teodor Michaltschew, Transliteration: Teodor Mihalčev; eigentlich Teodor Baklarov; * 20. April 1899 in Gabarewo (Bulgarien); † 29. April 1968 in Sofia) war ein Aktivist der Internationale der Kriegsdienstgegner.

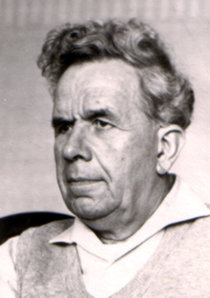
Gründungsmitglied der Internationale der Kriegsdienstgegner*innen (IDK)

## Lebenslauf
Michaltscheff studierte in Bulgarien Pädagogik und verweigerte 1920 den Kriegsdienst. Er bekannte sich zur Gewaltfreiheit und zum Pazifismus.
Die Lektüren von Han Ryner, Andreas Latzko, Percy Shelley, Peter Kropotkin und William Godwin festigten Michaltscheffs anarchistische Vorstellungen.
Wegen seiner Kriegsdienstverweigerung kam er ins Gefängnis. 1924 konnte er vor der Diktatur in Bulgarien fliehen und emigrierte nach Frankreich. 1926–1929 hielt er sich in England auf, lebte meist in der Landkommune „White Way“ und bekam erste Kontakte zur War Resisters’ International (WRI). Ab 1929 lebt er in Hamburg.
Seinen Familiennamen hatte er während der Flucht abgelegt und nannte sich nach seinem Vater (Michael) Michaltscheff.
1937 promovierte er über den englischen Philosophen und Anarchisten William Godwin.
Die Zeit des Nationalsozialismus überlebte er mit Malerarbeiten und als Dolmetscher.
1945 nahm er wieder Kontakt zur WRI auf. Michaltscheff war Gründungsmitglied der ersten Nachkriegs-Sektion der WRI in Deutschland, der Internationale der Kriegsdienstgegner (IDK). Er war von 1947 bis 1955 und 1958/59 Vorsitzender der IDK und Generalsekretär von 1956 bis 1966. Von 1948 bis 1966 hat er für die IDK Die Friedensrundschau herausgegeben.

## Arbeit
Theodor Michaltscheff war ein Vertreter von grundsätzlicher Gewaltfreiheit. Gewaltfreie Aktion war handlungsbestimmend. Er war Vegetarier, Nichtraucher und Antialkoholiker. Michaltscheff vertrat eine neutrale Friedenspolitik gegen den „Machtstreit zwischen Ost und West“ (Kalter Krieg). „… er leugnete nicht seine anarchistische Herkunft. Aufmerksame und kritische Leser seiner grundsätzlichen Stellungnahmen zur ‚Politik’, konnten auf den Libertären Michaltscheff stoßen.“